# Cynisca senegalensis
Cynisca senegalensis — вид плазунів з родини амфісбенових (Amphisbaenidae). Ендемік Сенегалу.

## Поширення й екологія
Cynisca senegalensis відомі з типової місцевості, що лежить у Національному парку Ніоколо-Коба в області Кедугу.